# آن‌دیک
آن‌دیک (به هلندی: Andijk) یک منطقهٔ مسکونی در هلند است که در Medemblik واقع شده‌است. آن‌دیک ۴۷٫۶۹ کیلومتر مربع مساحت و ۶٬۵۸۳ نفر جمعیت دارد.